# Hàn Tương Tử

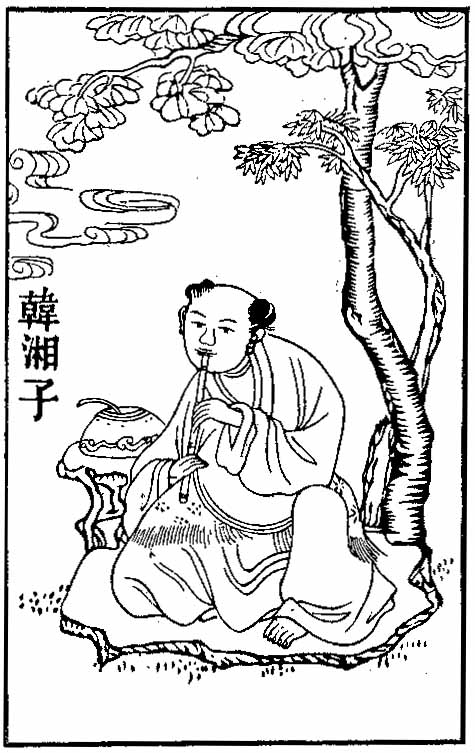
Hàn Tương Tử

Hàn Tương Tử (tiếng Trung: 韓湘子, bính âm: Hán Xiāng Zi, Wade-Giles: Han Hsiang Tzu), tự Thanh Phu (清夫), là một trong số 8 vị tiên (Bát Tiên) của Đạo giáo. Theo truyền thuyết, ông bái Lã Động Tân làm thầy học đạo và âm nhạc của Đạo giáo (Thiên hoa dẫn) tương truyền là do ông sáng tác.
Dân gian sau này cho rằng ông là cháu của Hàn Dũ thời Đường có tên gọi là Hàn Tương (794-?). Tuy nhiên, giữa hai nhân vật này vẫn có nhiều điểm bất đồng nên khó có thể khẳng định Hàn Tương Tử là Hàn Tương, bởi theo "Tân Đường thư, quyển 73 - Tể tướng thế hệ biểu tam thượng" cùng "Hàn bàng mộ chí minh" thì Hàn Tương làm quan tới đại lý thừa, chẳng phải là thần tiên.

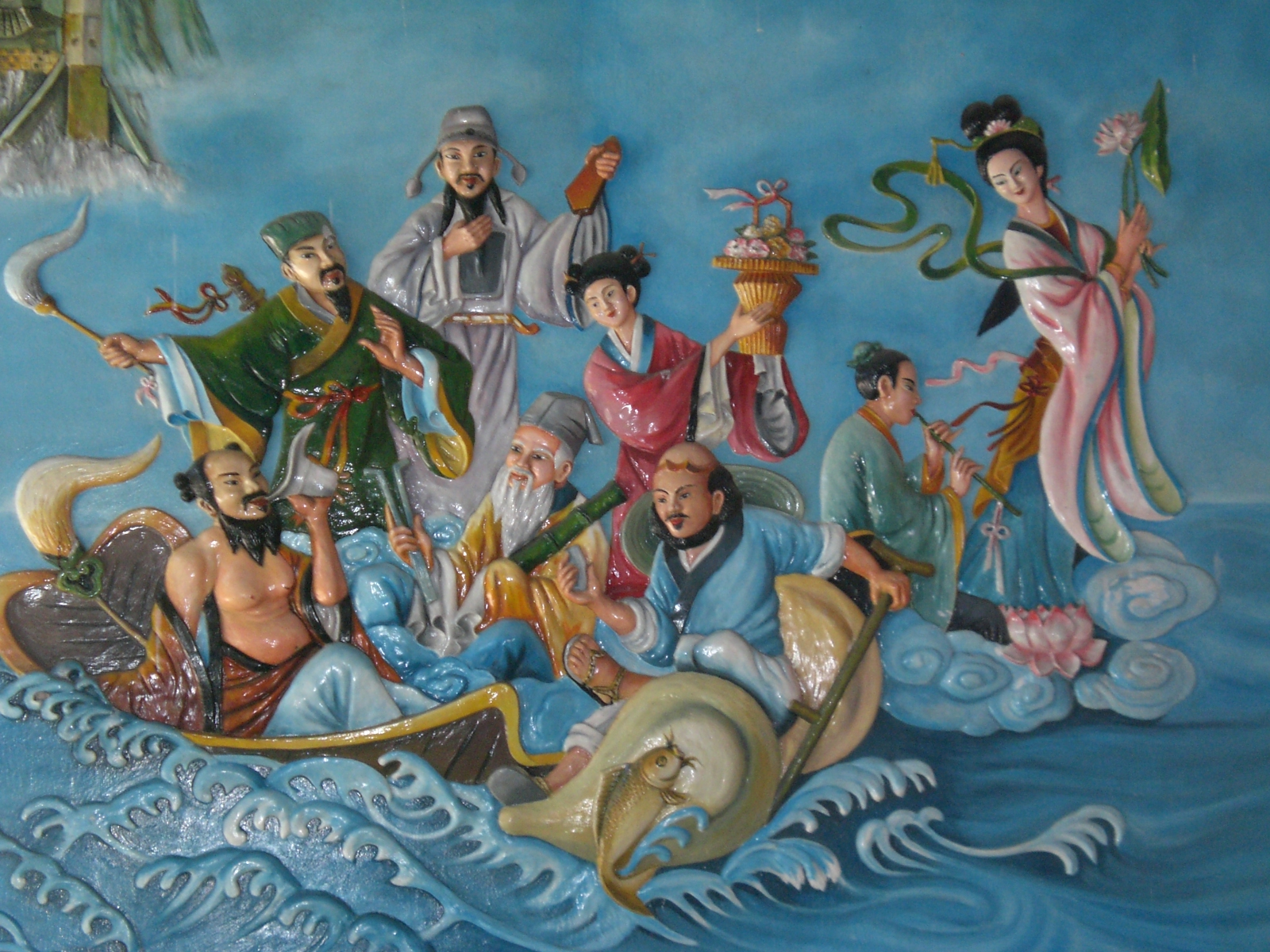
Hình bát tiên tại Huế. Hàn Tương Tử là người ngồi thổi sáo mé bên phải.